# Naomi Long
Pour les articles homonymes, voir Naomi Long (homonymie).
Naomi Rachel Long (née Johnston le 13 décembre 1971 à Belfast) est une femme politique britannique nord-irlandaise, dirigeante du Parti de l'Alliance d'Irlande du Nord.

## Biographie
Elle est diplômée en génie civil de l'université Queen's de Belfast en 1994.
Elle est membre du conseil de la ville de Belfast de 2001 à 2010 et Lord-maire de Belfast de 2009 à 2010. Le 6 mai 2010, elle est élue députée à la Chambre des communes pour la circonscription de Belfast-Est, mais elle est battue lors des élections de 2015. Elle est également membre de l'Assemblée d'Irlande du Nord de 2003 à 2010 et de 2016 à 2019. En mai 2019, elle est élue députée européenne, la première de son parti.
Elle est ministre de la Justice dans l'exécutif nord-irlandais du 11 janvier 2020 au 27 octobre 2022 et de nouveau depuis le 3 février 2024.

## Résultats électoraux

### Chambre des communes
| Élection          | Circonscription | Parti | Parti    | Voix   | %    | Résultats |
| ----------------- | --------------- | ----- | -------- | ------ | ---- | --------- |
| Générales de 2005 | Belfast East    |       | Alliance | 3 746  | 12,2 | Échec     |
| Générales de 2010 | Belfast East    |       | Alliance | 12 839 | 37,2 | Élue      |
| Générales de 2015 | Belfast East    |       | Alliance | 16 978 | 42,8 | Battue    |
| Générales de 2017 | Belfast East    |       | Alliance | 15 443 | 36,0 | Échec     |
| Générales de 2019 | Belfast East    |       | Alliance | 19 055 | 44,9 | Échec     |

### Assemblée d'Irlande du Nord
| Élection             | Circonscription | Parti | Parti    | Voix  | %     | Résultats |
| -------------------- | --------------- | ----- | -------- | ----- | ----- | --------- |
| Législatives de 2003 | Belfast Est     |       | Alliance | 2 774 | 9,0   | Élue      |
| Législatives de 2007 | Belfast Est     |       | Alliance | 5 583 | 18,8  | Élue      |
| Législatives de 2016 | Belfast Est     |       | Alliance | 5 482 | 14,7  | Élue      |
| Législatives de 2017 | Belfast Est     |       | Alliance | 7 610 | 18,9  | Élue      |
| Législatives de 2022 | Belfast Est     |       | Alliance | 8 195 | 18,95 | Élue      |

### Parlement européen
| Élection            | Circonscription | Parti | Parti    | Voix    | %    | Résultats |
| ------------------- | --------------- | ----- | -------- | ------- | ---- | --------- |
| Européennes de 2019 | Irlande du Nord |       | Alliance | 105 928 | 18,5 | Élue      |